# Pfarrkirche St. Jodok am Brenner

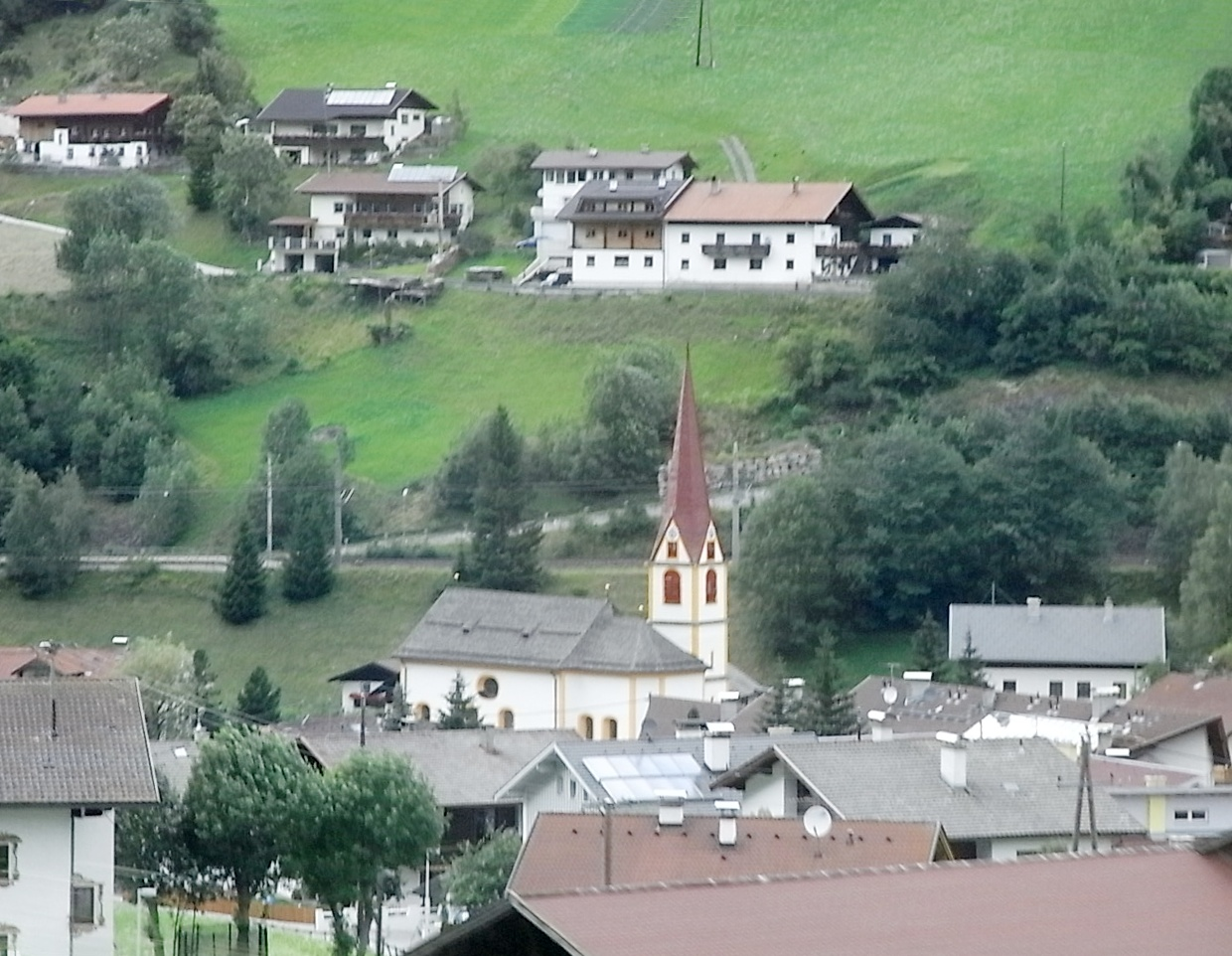
Katholische Pfarrkirche hl. Jodok in St. Jodok am Brenner

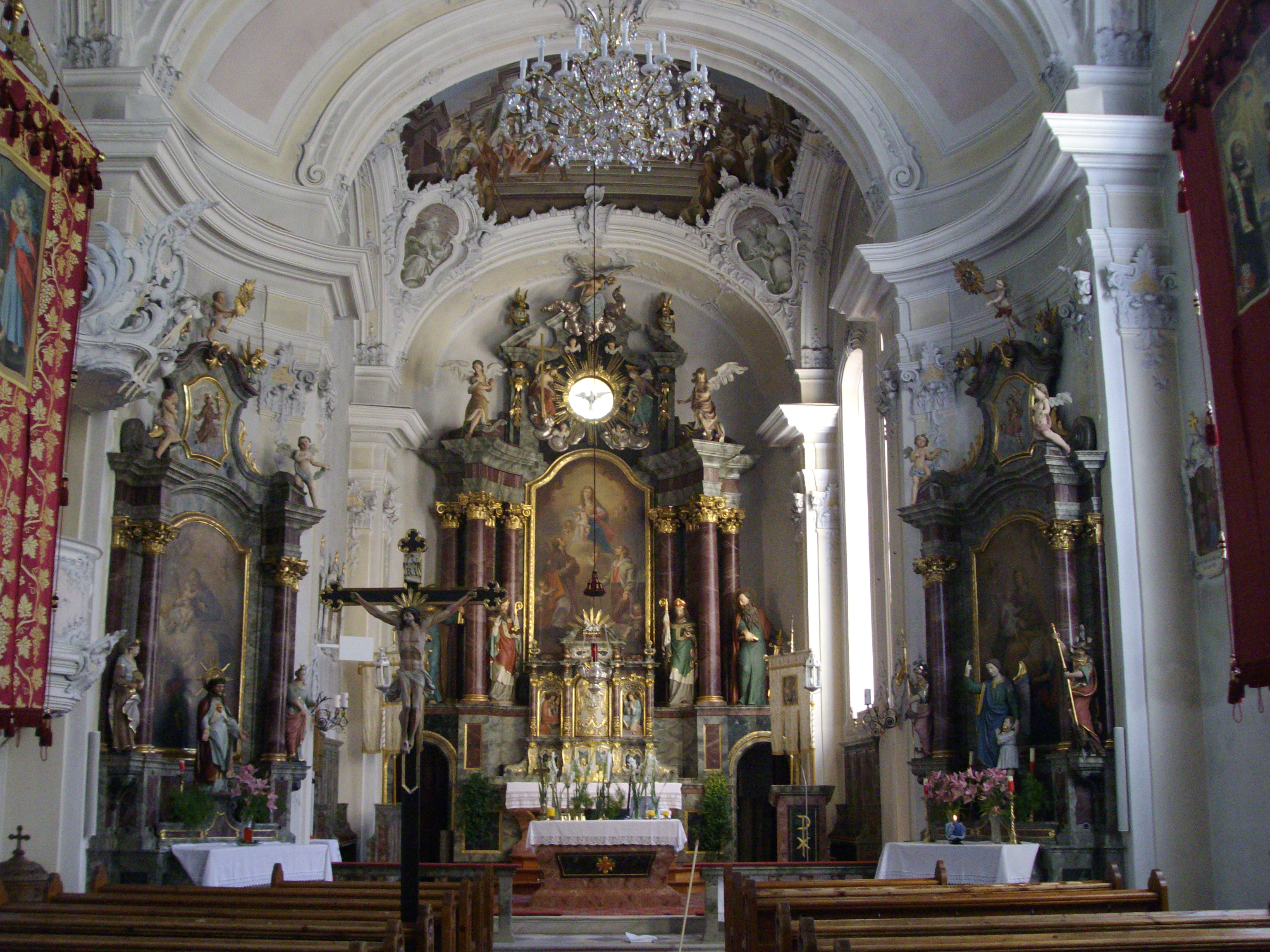
Langhaus, Blick zum Chor

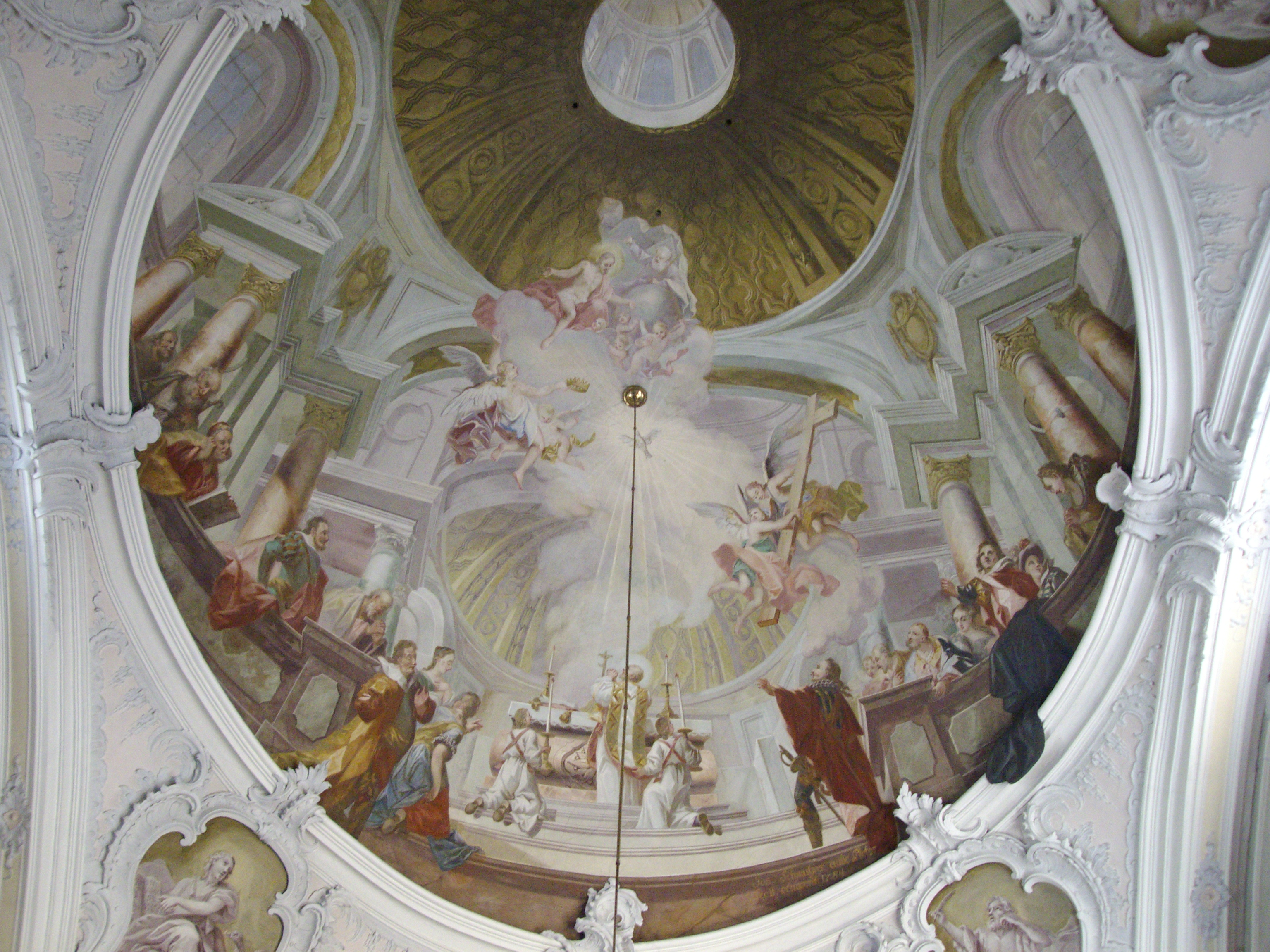
Hauptkuppel hl. Jodok liest die Heilige Messe

Die Pfarrkirche St. Jodok am Brenner steht im Dorf St. Jodok am Brenner in der Gemeinde Vals im Bezirk Innsbruck-Land in Bundesland Tirol. Die dem Patrozinium hl. Jodok unterstellte römisch-katholische Pfarrkirche gehört zum Dekanat Matrei am Brenner in der Diözese Innsbruck. Die Kirche und der Friedhof stehen unter Denkmalschutz (Listeneintrag).

## Geschichte
Urkundlich wurde 1425 eine Kirche erbaut und 1429 geweiht. Der Friedhof wurde 1441 angelegt. Die gotische Kirche wurde 1783/1784 wohl von Josef Abenthung aus Götzens erweitert und barockisiert, die Kirche wurde 1786 geweiht. 1898 und 1949 waren Restaurierungen.

## Architektur
Die barockisierte Dorfkirche mit einem gotischen Nordturm ist von einem Friedhof umgeben.
Das Langhaus mit einem kurzen Vorjoch steht unter einem steilen Satteldach, der niedrigere eingezogene Chor hat einen gotischen dreiseitigen Schluss. Nördlich ist eine Sakristei angebaut. Der gotische Turm an der Chornordseite ist mit Gesimsen gegliedert, hat rundbogige Schallfenster und trägt einen schlanken Spitzgiebelhelm. Die Westfront zeigt sich zweigeschoßig mit einem schindelgedeckten Gesims getrennt und einem Dreieckgiebel mit einem Rundbogenfenster, das rundbogige Westportal hat eine Vorhalle, darüber befindet sich in einer Nische das Sgraffito hl. Jodok von Hans Buchgschwenter 1960. An der Nordseite der Sakristei befindet sich in einer rechteckigen Nische das Fresko hl. Jodok um 1800. Am nördlichen Untergeschoß des Turmes steht ein Holzkruzifix um 1900.
Das Kircheninnere zeigt ein kurzes Vorjoch mit einem Stichkappengewölbe, die doppelgeschoßige Empore hat eine gebauchte obere Brüstung. Das Langhaus ist mit Flachkuppeln überwölbt, die Kuppeln sind mit Segmentbogenjochen verbunden, der Chor schließt rund. Die Wände zeigen sich mit pilastergegliederten Wandpfeilern mit vorkragenden im Segmentbogenjoch durchgehendem Gebälk. Rokoko-Stukkaturen schmücken die Gewölbeansätze und die Rundbogenfenster.
Die Kuppelfresken schuf Josef Schmutzer der Jüngere 1784, in der Chorkuppel hl. Jodok weist die ihm angetragene Krone Britanniens zurück, an den Gewölbezwickeln in Grisaillenmalerei die Vier Kirchenväter, in der Hauptkuppel hl. Jodok liest die Heilige Messe, in den Pendentifs die Vier Evangelisten.

## Ausstattung
Die Rokoko-Altäre und Altarplastiken entstanden im vierten Viertel des 18. Jahrhunderts. Das Hochaltarblatt und das linke Seitenaltarblatt schuf Josef Schmutzer der Jüngere um 1784. Der Hochaltar mit einem Säulenaufbau und verkröpftem Gebälk und gesprengtem Giebel mit Heiliggeisttaube vor dem Oculus zeigt das Altarblatt die Heiligen Jodok und Isidor verehren die Gottesmutter, über den Durchgängen stehen die Statuen der Heiligen Peter und Paul. Der Tabernakel und die seitlichen Statuen der Heiligen Albuin und Ingenuin entstanden um 1900.
Das Orgelgehäuse entstand im frühen 19. Jahrhundert.